# Crisis infinita
Crisis infinita (en inglés, Infinite Crisis) es un cómic publicado en forma de serie limitada por la editorial DC Comics desde octubre de 2005 hasta junio de 2006. La serie fue escrita por Geoff Johns y dibujada por Phil Jiménez, George Pérez, Ivan Reis y Jerry Ordway, mientras que las tintas estuvieron a cargo de Andy Lanning, Lary Stucker, George Pérez, Marc Campos, Oclair Albert, Jimmy Palmiotti y Drew Geraci. Cada número salió a la venta en dos versiones diferentes, una con cubiertas dibujadas por Pérez y otra por Jim Lee y Sandra Hope.
El argumento fue una secuela de la serie limitada Crisis en Tierras infinitas (abril de 1985-marzo de 1986) en el sentido que ambas historias suponen un gran cambio en la continuidad del Universo DC. Crisis en Tierras infinitas había «reiniciado» gran parte de la continuidad de DC en un esfuerzo por reparar 50 años de historia de personajes a veces contradictoria. Crisis Infinita revisitó personajes y conceptos de esa Crisis anterior, incluyendo la existencia del Multiverso de DC. Algunos de los personajes centrales fueron versiones de íconos de los cómics tales como un Superman alterno llamado Kal-L, proveniente de un mundo llamado Tierra-2. La naturaleza del heroísmo fue uno de los temas principales de la serie, contrastando a los héroes de la actualidad (a menudo oscuros y conflictuados) con recuerdos de héroes de los cómics de antaño, «menos oscuros» y aparentemente más nobles y dispuestos a ayudarse entre sí. Pese a la intertextualidad entre ambas Crisis, estas se consideran sagas aisladas que pueden ser leídas sin necesidad de que el lector tenga que conocer las dos.
Crisis infinita # 1 apareció en el primer lugar de la lista de mejores 300 cómics de octubre de 2005 con ventas en órdenes previas de 249.265 ejemplares. Esta cifra fue casi el doble de la obtenida por el segundo cómic en la lista, House of M # 7 (de la rival Marvel). Crisis infinita # 2 fue a su vez el cómic más vendido en noviembre de 2005, con ventas de 207.564 ejemplares.

## Sinopsis
La trama comienza cuando, en Crisis en Tierras Infinitas, Kal-L (el Superman de Tierra-2 pre-Crisis), el Superboy de Tierra Prima, Alexander Luthor Jr. de Tierra-3 pre-Crisis y Lois Lane Kent de Tierra-2 pre-Crisis se refugian voluntariamente en el «paraíso». La historia comenzó en realidad cuando una superheroína llamada Donna Troy murió en 2003 durante el crossover Titanes/Justicia joven: Día de graduación. En 2004 la serie limitada Crisis de identidad también fue nombrada parte de los preparativos para la nueva Crisis en forma retroactiva. 
Oficialmente, DC comenzó el camino hacia Crisis infinita con el número especial Countdown to Infinite Crisis, seguido por cuatro series limitadas de seis números cada una, las que se enlazaban con (y terminaron durante) la Crisis infinita.
Cabe aclarar que en las ediciones estadounidense y latinoamericana, Crisis infinita consta de siete números mientras que la edición española fue de cuatro. Otra cuestión a considerar es que el especial Countdown to Infinite Crisis fue traducido en España como Cuenta atrás a Crisis infinita y en Latinoamérica como Cuenta regresiva a la Crisis infinita.
Tras la conclusión de Crisis infinita, DC realizó un salto al evento Un año después en la mayoría de las series pertenecientes al Universo DC, en el que las narrativas de la mayoría de estas se mueven un año en el futuro. En mayo de 2006 comenzó la publicación de la serie semanal 52 para narrar lo sucedido entre Crisis infinita y Un año después.
En junio de 2008, comenzó una tercera serie, Crisis final, ambientada inmediatamente después de la conclusión de los 51 números de Countdown to Final Crisis.

## Eventos preparativos
Los acontecimientos de la Crisis Infinita comienzan con el lanzamiento de Countdown to Infinite Crisis (previamente, este número especial era conocido como “DC Countdown” debido al secreto relacionado con el título de la nueva serie). A continuación, se publicaron cuatro series limitadas de cuatro números cada una: El Proyecto OMAC, La guerra Rann-Thanagar, Día de Venganza y Villanos Unidos. Cada una de estas series limitadas tuvo un número especial que fue publicado en intervalos mensuales durante los sucesos de la Crisis Infinita.

### Countdown to Infinite Crisis
Blue Beetle descubre que alguien ha estado robando dinero de Industrias Kord. Con el presentimiento de que esto se trata de algo mayor de lo que aparenta, Beetle busca la ayuda de otros superhéroes pero prácticamente ninguno parece interesado en ayudarlo. En solitario, Blue Beetle recorre un intrincado laberinto de engaños siguiendo la única pista que tiene: un proyecto llamado O.M.A.C.

### Proyecto OMAC
En esta historia, los OMAC son humanos modificados cuya función es destruir a los metahumanos y que son activados mediante “Hermano Ojo”, un satélite construido por Batman que luego fue manipulado por una fuerza desconocida.

### Día de Venganza
La historia narra cómo el Espectro enloquecido busca eliminar la magia en el universo y la oposición que encuentra entre los héroes con poderes mágicos.

### Guerra Rann-Thanagar
Tras los sucesos ocurridos en la serie Adam Strange, una guerra se ha desatado entre dos naciones tan opuestas como Rann (gente de ciencia y racional) y Thanagar (con una población guerrera y sectaria) luego que Rann fuera teletransportado a la órbita de Thanagar. La aparición de Rann supuestamente ha ocasionado que Thanagar se aproxime a su sol, generando desastres en todo el planeta. 

### Villanos Unidos
Esta serie trata sobre los Seis Secretos (Secret Six), quienes son liderados por el misterioso Mockingbird (Sinsonte en la versión traducida) para oponerse a la Sociedad Secreta de Super Villanos organizada por Lex Luthor.

## Tie-ins
Como ya es norma en todo gran crossover, Crisis Infinita presentó una amplia cantidad de tie-ins. Desde antes del anuncio de la saga, títulos como Adam Strange y Crisis de Identidad eran descritos como pertenecientes a un plan mayor. Luego de Countdown, varios títulos fueron identificados como tie-ins de las cuatro miniseries. En consecuencia, pese a que en sí misma Crisis Infinita posee sólo siete números, existen numerosas publicaciones que se conectan tanto directa como indirectamente con el argumento principal de la saga.
Algunos acontecimientos presentados en estos títulos (como la destrucción de la Atalaya en JLA) fueron de gran importancia para la Crisis en general.

### Sacrificio
Sacrificio es una trama que se desprendió del Proyecto OMAC. Es decir, los hechos que se narran en esta historia influyen en la historia de OMAC y transcurren en medio de su historia aunque son publicados independientemente por su longitud y desarrollo paralelos a la trama de OMAC.
Aquí se narra que Superman tiene visiones donde diferentes villanos atacan a Lois Lane. Superman, enloquecido, ataca a Batman sin darse cuenta y casi lo mata. La Mujer Maravilla interviene tras descubrir que hay alguien detrás de las alucinaciones.
El argumento de Sacrificio se desarrolla a través de los siguientes números: Superman N° 218 a 220, Adventures of Superman N° 442 y 443, Action Comics N° 829 y Wonder Woman N° 219 y 220.

### LJA: Crisis de conciencia
Nos encontramos ante la continuación argumental de la miniserie Crisis de Identidad.
Despero le devuelve los recuerdos a la Sociedad Secreta de Super Villanos (la Liga los había lobotomizado al igual que hicieron con Batman). Tras ser vencidos por la LJA a pesar de la desconfianza que había entre ellos, muchos miembros de la Liga renuncian, quedando sólo el Detective Marciano y John Stewart. Al final, el Detective Marciano regresa a la "Atalaya", donde ve a alguien, pero ésta es destruida antes de que pueda decir el nombre de quién lo hizo. La continuación argumental se relata en Crisis Infinita.

#### Nota
Hay una fuerte oposición por parte de algunos lectores sobre la manera en que Superman juzga a la Mujer Maravilla al matar a Maxwell Lord, ya que él mismo había juzgado con anterioridad a 3 villanos kryptonianos de la Tierra de bolsillo, y además lo hizo conscientemente, tratando evitar una futura venganza por parte de ellos. De igual forma, la Mujer Maravilla lo habría hecho con la persona que controlaba a Superman para prevenir que este matara a alguien estando hipnotizado, cosa que tampoco entendió Batman, debiendo tenerse en cuenta que él mismo también había tratado de matar al Joker, habiéndoselo impedido el Comisionado Gordon.

## Trama
Superman busca rastros de J'onn J'onzz. Mujer Maravilla, Batman y Superman discuten y se enfrentan a Mongul. Por todo el mundo los héroes enfrentan las múltiples amenazas, entre ellos los Fredoom Fighters y el Tío Sam se enfrentan a la Sociedad Secreta de Super Villanos. Superman (Kal-L) y Lois de Tierra-2 junto con Superboy Prime y Alexander Luthor de Tierra-3 ayudan a Power Girl y Kal-L le cuenta todo sobre el Universo Pre-Crisis. Kal-L va a buscar ayuda con Batman diciéndole que en Tierra-2 es un mundo perfecto y que los dos juntos podrían regresarlo, Batman le pregunta si Dick Grayson (Robin/Nightwing) es una mejor persona en Tierra-2 y Kal-L responde que no, así que Batman lo rechaza.
Booster Gold busca al escarabajo de Blue Beetle y lo encuentra fusionado a la columna de un chico llamado Jaime Reyes el cual se ha convertido en el nuevo Blue Beetle.
Batman descubre que Superboy Prime secuestró a J'onn y destruyó la Atalaya, Superboy Prime pelea contra Superboy (Conner Kent)y los Jóvenes Titanes, la Patrulla Condenada y la SJA vienen al rescate. Kid Flash, Jay Garrick y Flash capturan a Superboy Prime y lo llevan a la supervelocidad, Jay no aguanta y deja de correr, mientras que Flash desaparece, Kid Flash es ayudado por Barry Allen, Max Mercury y Johny Quick.
Alexander regenera el Multiverso y Lois y Kal-L (de Tierra-2) regresan a la Tierra-2 donde Lois muere. Kal-L, furioso, culpa a Kal-El y comienzan a pelear. La Mujer Maravilla calma a Kal-L y le dice que todos fueron utilizados por Alexander Luthor. 
Batman desconecta al Hermano Ojo y los Jóvenes Titanes tratan de detener a Alexander Luthor pero Superboy Prime reaparece con una armadura y los dos Superboy pelean y se colapsan con la torre que Alexander Luthor utilizaba para recrear el Multiverso. Todas la Tierras se combinan y vuelven a la normalidad, Superboy (Conner) muere.
Los villanos atacan Metrópolis, y todos los héroes vuelan al rescate, Superboy Prime vuela hacia Oa para destruir el Universo entero, mata a 32 Linternas Verdes. Los Supermans lo llevan a Mogo, el Linterna Verde planetario, quien se había situado en el sistema solar donde alguna vez existió Kryptón. Allí se desarrolla la pelea y Kal-L muere diciendo "Lois".
Superboy es encerrado en el centro de un Devorador de Soles rojo y al final termina escribiéndose en sangre una "S" y dice "he estado en peores lugares que este... y he podido escapar".

## Consecuencias

### Series
Hubo varias series canceladas entre ellas:
- Adventures of Superman
- Batgirl
- Flash (volumen 2)
- Wonder Woman (volumen 2)
- Gotham Central
- Batman: Gotham Knights
- Plastic Man
- JLA

También hubo lanzamientos de series:
- Checkmate
- Secret Six
- Shadowpact

### Un año después
Es el intento de DC de relanzar las colecciones, avanzando un año en el tiempo con la intención de atraer nuevos lectores.
Muchas de las colecciones de OYL (por sus siglas en inglés: One Year Later) presentan cambios dramáticos, como por ejemplo en Wonder Woman, Aquaman, Superman, Batman, Flash. Algunos cambios perduran, otros son vueltos atrás. Lo cierto es que OYL trae aires de renovación a colecciones condenadas a la desaparición (como es el caso de Aquaman).

### 52
Aquí se cuenta lo que pasa dentro del año perdido.

## Cronología de las historias de la Crisis del Multiverso (1962 - Actualidad)
- The Flash #123, El Flash de dos mundos
- Crisis en Tierra Múltiples
Justice League of America (vol. 1) # 21 Crisis en Tierra 1
Justice League of America (vol. 1) # 22 Crisis en Tierra 2
Justice League of America (vol. 1) # 29 Crisis en Tierra 3
Justice League of America (vol. 1) # 30 La Tierra Mas Peligrosa de Todas
Justice League of America (vol. 1) # 37 y 38 Crisis en Tierra A
Justice League of America (vol. 1) # 46 y 47 Crisis entre Tierra 1 y 2
Justice League of America (vol. 1) # 55 y 56 El puente entre Tierras
- Crisis en Tierras Infinitas
- Hora Cero
- Crisis de Identidad
  - Crisis de Conciencia (JLA: Crisis de Conciencia JLA #115, 116)
- Cuenta Regresiva a la Crisis Infinita
  - Proyecto OMAC
  - Día de Venganza
  - Villanos Unidos
  - La Guerra Rann-Thanagar
- Crisis Infinita # 1 al 6
  - Proyecto OMAC Especial: Protocolo Lazarus #1
  - Día de Venganza Especial #1
  - Villanos Unidos Especial #1
  - La Guerra Rann-Thanagar Especial #1
    - Consecuencias de la Crisis Infinita: El Espectro
- 52
  - 52: Tercera Guerra Mundial
    - Consecuencias de 52: Los Cuatro Jinetes
    - Black Ádam: The Dark Age

  - 52: La Biblia del Crimen
  - Un Año Después
- La Batalla por Blüdhaven
- Infinity Inc.
- Metal Men
- Siete Soldados de la Victoria
- Rumbo a la Salvación
- La Muerte de los Nuevos Dioses
- The Flash: The Fastest Man Alive
- Guerra de los Sinestro Corps
- Gotham Underground
- La Guerra Sagrada de Rann-Thanagar
- ION: Guardián del Universo
- Universo DC: Un Nuevo Mundo
  - Universo DC: Un Nuevo Mundo - Fredoom Fighters
  - Universo DC: Un Nuevo Mundo Las Pruebas de Shazam!
  - Universo DC: Un Nuevo Mundo - OMAC
  - Universo DC: Un Nuevo Mundo - Detective Marciano
- Cuenta Regresiva a Crisis Final
  - Cuenta Regresiva a la Aventura
  - Cueta Regresiva Arena
  - Cueta Regresiva: En búsqueda de Ray Palmer
  - Cueta Regresiva: Lord Havok y los extremistas
  - Cueta Regresiva Para el Misterio
    - Capitán Zanahoria y el Arca Final
- Crisis Final
  - DC Universe" # 0
  - Universo DC: Last Will and Testament
  - Crisis Final: Legión de 3 Mundos # 1-5
  - Crisis Final: La furia de los Linernas Rojos (one-shot)
  - Crisis Final: Requiem (one-shot)
  - Crisis Final: La Resistencia (one-shot)
  - Crisis Final: Revelaciones # 1-5 [ 13 ]
  - Crisis Final: La venganza de los Rogues # 1-3 [ 14 ]
  - Crisis Final: Archivos Secretos (one-shot)
  - Crisis Final: Sketchbook (one-shot)
  - CrisisFinal: Sumisión (one-shot)
  - Crisis Final: Más Allá de Superman" # 1-2
  - Liga de la Justicia de América" (vol. 2) # 21
  - Superman/Batman # 76
  - Club Lado Oscuro Incluye:
    - Birds of Prey #118
    - The Flash #240 (Vol. 2)
    - Infinity Inc. #11-12 (Vol. 2)
    - Teen Titans #59-60 (Vol. 3)
    - Titanes del Terror #1-6

  - Batman R.I.P. (Batman # 682-683, 701-702)
- La Noche más Oscura
- Retorno de Bruce Wayne
- Time Masters: Vanishing Point
- El día más Brillante
- Flashpoint (Los Nuevos 52/Reinicio del Universo DC)
- Convergence
- Multiversity